# Timo Soikkanen

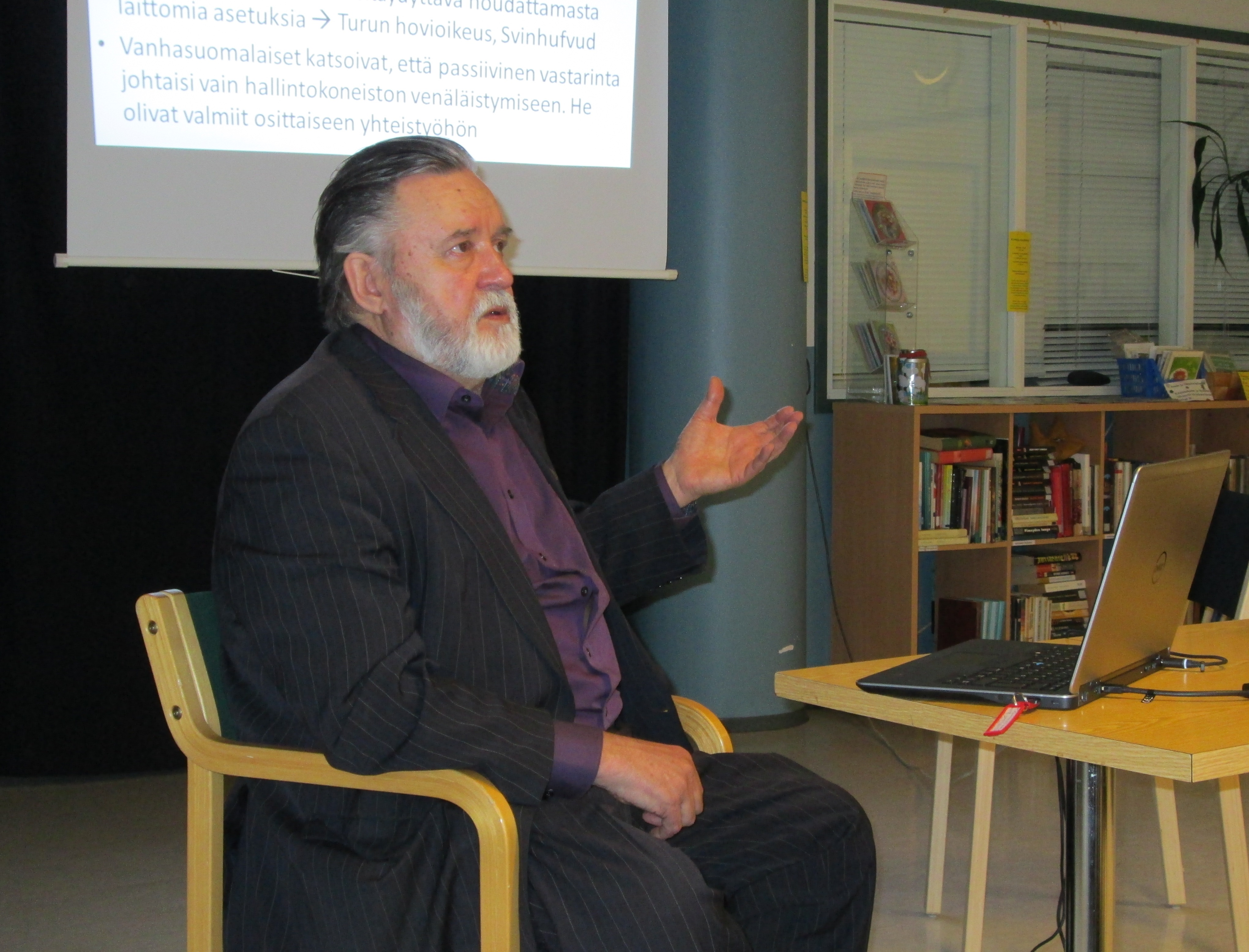
Timo Soikkanen (2014)

Timo Ilmari Soikkanen, född den 17 februari 1947 i Helsingfors, finsk historiker, pol.dr 1984. 
Soikkanen tjänstgjorde 1972-97 som assistent och överassistent vid institutionen för politisk historia vid Åbo universitet och blev 1998 professor i ämnet. 
Han är en elev och efterträdare till Juhani Paasivirta.